# Zhidun
Zhidun 支遁, moine bouddhique et philosophe chinois né en 314 et mort de maladie en 366 à Kuaiji, Zhejiang. Il tenta de synthétiser le bouddhisme - en particulier la philosophie prajnaparamita - et le taoïsme, en s'appuyant notamment sur la philosophie xuanxue et le Zhuangzi qu'il commenta. Il est considéré comme le représentant de l'école Jisezong (即色宗), l'une des sept (qizong 七宗) identifiées par l'Histoire dans le courant syncrétiste.
Originaire de Chenliu au Henan, sa famille suit les Jin dans leur repli vers le sud-est. Devenu moine à 25 ans, il s'installe tout d'abord au monastère Zhishan (支山寺) dans le Jiangsu, puis sur la demande de Wang Xizhi au monastère Lingjia (霊嘉寺). Il est actif aussi au monastère Dong'an (東安寺) où il enseigne la philosophie prajnaparamita.
Il est l'auteur de plusieurs textes dont : Sheng bu bian zhilun (聖不辯之論), Daoxing zhigui (道行旨歸), commentaire de La Pratique de la prajnaparamita traduit par Lokaksema, Règles pour l'étude du Dao (Xuedaojie 學道戒). 
Il est également connu sous les noms de Zhi Gong (支公), Zhi Xing (支硎), Lin Gong (林公) ou Daolin (道林).